# Етика клінічних досліджень
Етика клінічних досліджень — галузь етики, що визначає етичні принципи при проведенні клінічних досліджень. 
Сучасна наука виділяє поняття біоетика клінічних досліджень, що визначає об'єктом клінічних досліджень живих істот: тварин та людей. Питання біоетики постає поряд з питаннями моральності клінічних досліджень з тієї причини, що наукова цінність клінічних досліджень не повинна протиставлятись етиці цих досліджень, та визначення ступеню втручання людини у сферу природи та тіла людини повинні бути такими, щоб організатор дослідження відповідав за дотримання принципів гуманізму, тобто за людяність в ході проведення досліджень.
Етична комісія перевіряє наступні ризики для здоров'я пацієнтів, що беруть участь у клінічному дослідженні: шкода фізичному та психічному здоров’ю людини, втручання в особисте життя, порушення конфіденційності даних особи та дослідження, соціальні травми. 
Сферою перевірки етичності клінічних досліджень є участь у таких дослідженнях вагітних та жінок, що можуть завагітніти, дітей та неповнолітніх.
Для впровадження етичних принципів клінічних досліджень у світі було започатковано застосування інформо́ваної згоди пацієнта. У 1991 році було проведено Міжнародну конференцію з гармонізації технічних вимог щодо реєстрації лікарських засобів для людини.

## Міжнародне законодавство
- Гельсінська декларація Всесвітньої медичної асоціації
- Міжнародний світовий стандарт "Належна клінічна практика - ICH GCP"
- «Звіт Бельмонта: етичні принципи та рекомендації щодо захисту людей у рамках досліджень»

## Законодавство щодо клінічних досліджень в Україні
В Україні при проведенні клінічних досліджень слід керуватися правовою основою законів та законодавчих актів:
- ч. 3 ст. 28 Конституції України
- ч. 3 ст. 281 Цивільного кодексу України
- ст. 45 Основ законодавства України про охорону здоров’я
- Хельсинська декларація (2001г.)